# Porta Montanara
Porta Montanara era una delle porte cittadine di Cesena risalente al XIV secolo e posta nei pressi della Rocca Malatestiana; nel XVII secolo venne inglobata nel sferisterio e ne venne eretta una nuova ancora esistente.

## Storia
La signoria dei Malatesta eresse a difesa della città una cinta muraria della quale si conservano ampi tratti e alcune porte. La porta montanara risale al metà XIV secolo e costituiva l'ingresso alla città dalla colline. Tra il 1619 e il 1621 fu modificato il sistema difensivo della città, aperta una nuova strada, via Malatesta Novello, ed edificata una nuova porta, chiamata "Porta Nuova", nota poi con lo stesso nome della precedente che rimase inglobata nello sferisterio nel quale se ne riconosce la sagoma.

## Descrizione
Della cinta muraria più antica, di origine medioevale, nota come "Murata", si ha una descrizione molto tarda del Cardinal Anglico de Grimoard (1371) che cita anche la Porta Montanara: «Ancora nella detta città di Cesena vi è una parte chiamata Murata posta sulla parte alta del Monte, circondata da un alto muro, (...) nella Murata vi sono tre porte con sentinella a difesa: la porta Montanara, per il tramite della quale si va verso la montagna, è posta vicino alla rocca».

## Epigrafe di Renato Serra

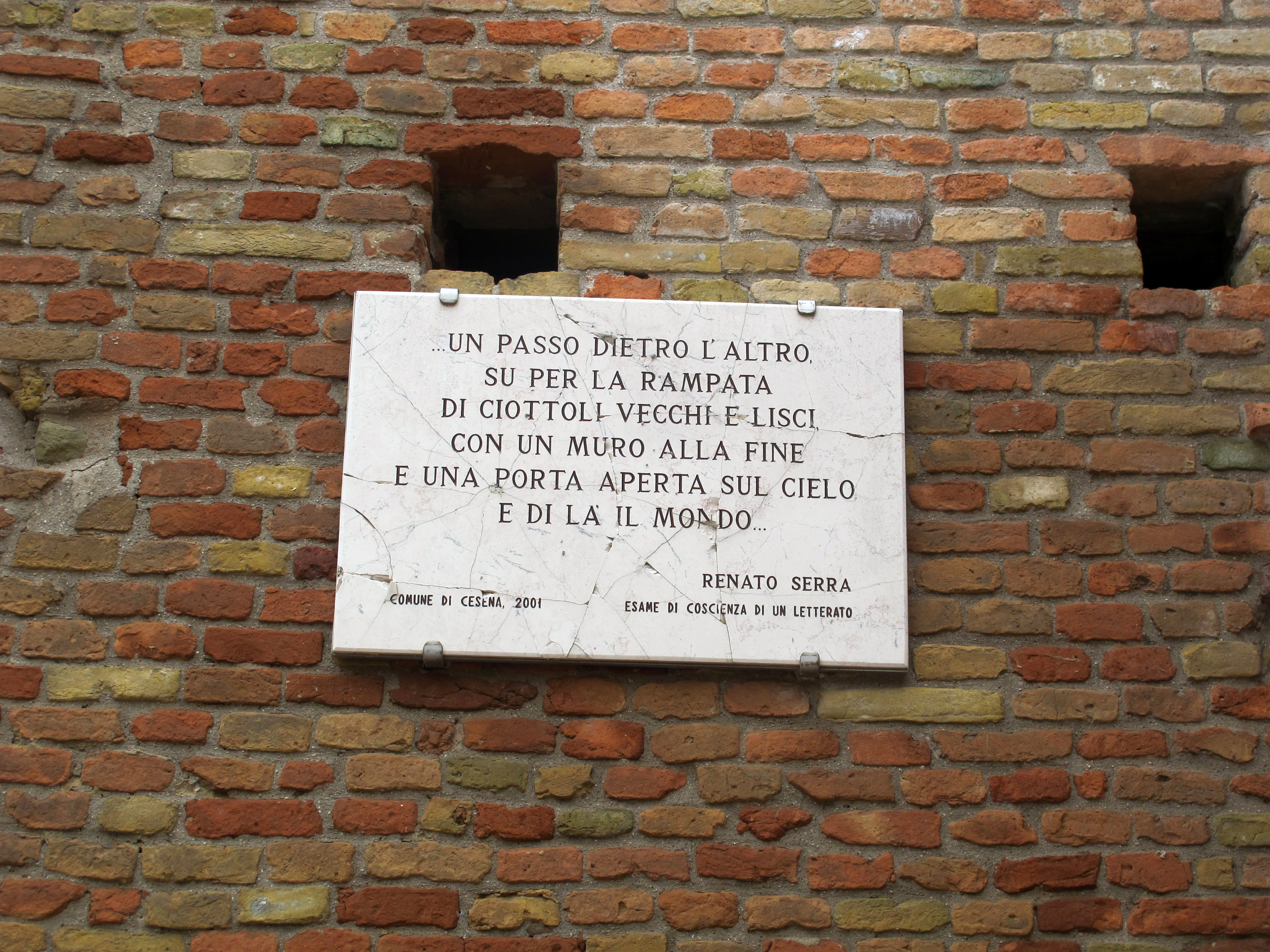
L'epigrafe

Sulla Porta Montanara è situata un'epigrafe che riporta una citazione di Renato Serra,  tratta dal testo "Esame di coscienza di un letterato". Serra scrive: 
(Renato Serra)
In questa citazione Serra descrive la passeggiata dalla piazza del popolo alla porta stessa.